# Gorille de l'Est
Gorilla beringei
Espèce
Statut de conservation UICN

 CR A4bcd : 
En danger critique
Statut CITES
Le Gorille de l'Est (Gorilla beringei) est une des deux espèces de gorilles (genre Gorilla).

## Dénominations
Son nom vernaculaire de Gorille de l'Est lui a été donné en référence à son aire de répartition, située dans la partie Est de l'Afrique centrale, par opposition au Gorille de l'Ouest.
Son nom scientifique, Gorilla beringei, lui a été donné par le naturaliste allemand Paul Matschie, en hommage au capitaine Friedrich Robert von Beringe, dont les observations lui ont servi à réaliser une première description de l'espèce en 1903.

## Caractéristiques
La femelle mesure environ 1,50 m pour 70 à 114 kg et le mâle 1,85 m pour environ 160 kg.

## Écologie et comportement

### Reproduction

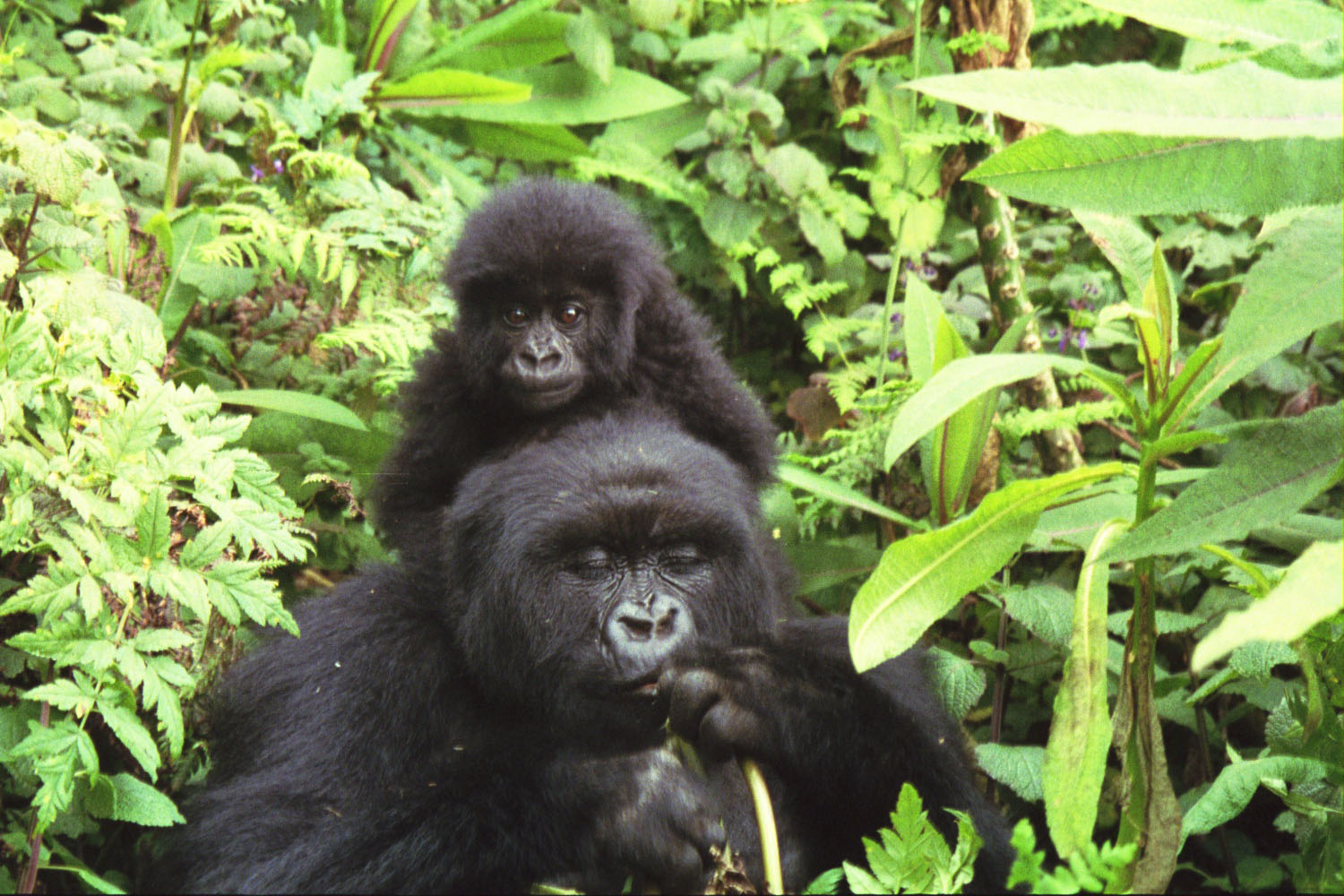
Gorille femelle et petit.

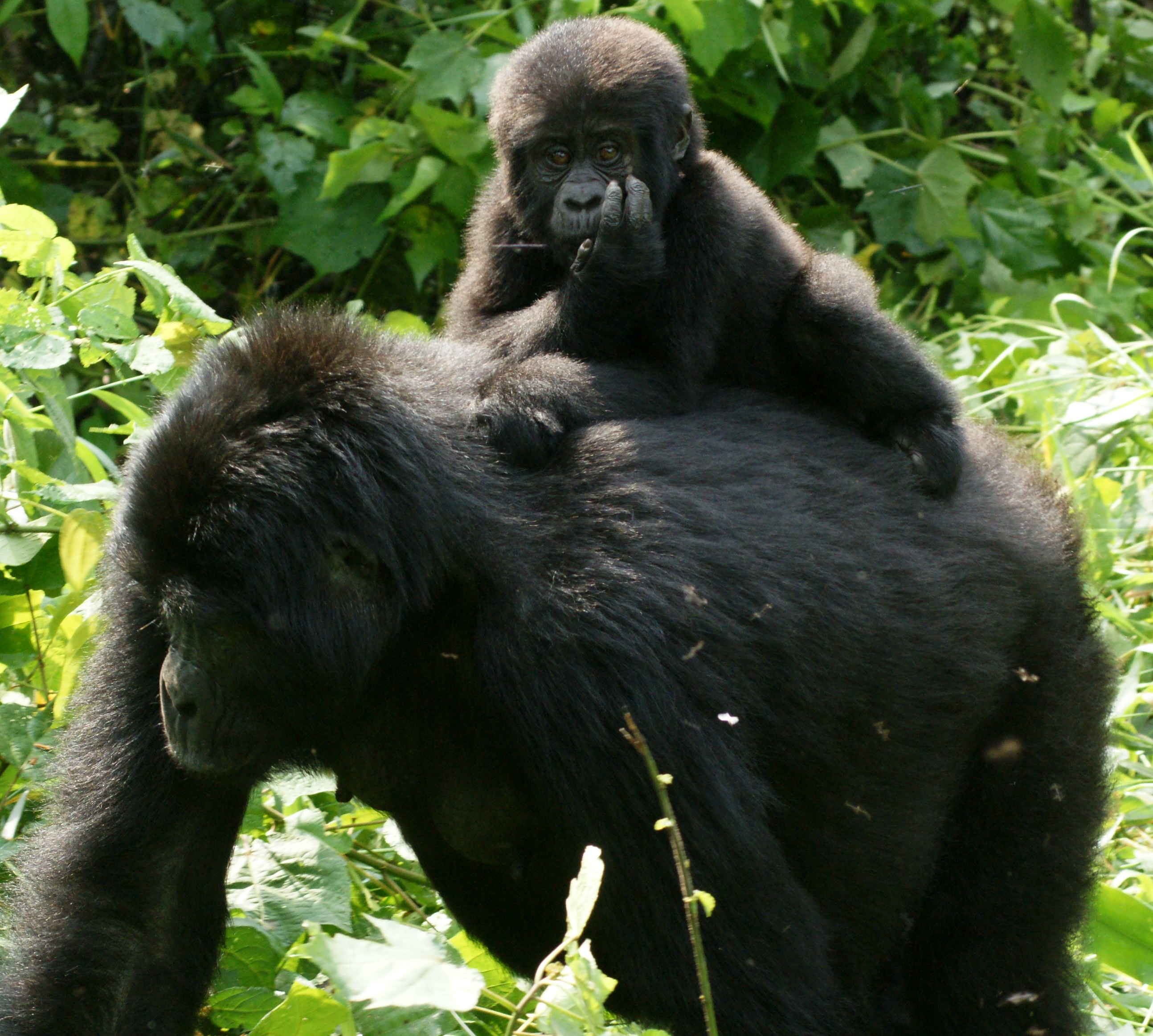
Gorille femelle et petit.

La femelle atteint sa maturité sexuelle vers 10 ans et le mâle vers 15 ans. Le cycle œstral de la femelle dure 28 jours, il n'y a pas de flux menstruel visible. C'est la femelle qui initie l'accouplement, le mâle s'approche lentement et hésitant. La gestation dure huit mois et demi, la femelle donne naissance à un seul petit. La durée de vie dans la nature est de 40 à 50 ans.

## Habitat et répartition
L'espèce est principalement présente dans l'est de la république démocratique du Congo, avec quelques petites populations dans le sud-ouest de l'Ouganda et dans le nord du Rwanda.
- La sous-espèce Gorilla beringei beringei est composée de deux populations distinctes. La première vit sur les montagnes des Virunga, qui sont une chaîne de volcans éteints. Ces montagnes s'étendent sur trois parcs nationaux : le parc national des gorilles de Mgahinga (en Ouganda), le parc national des volcans (au Rwanda) et le parc national des Virunga (en RD Congo). Cette population est présente entre 1 500 m et 4 000 m d'altitude. Sa répartition est limitée par des cultures en dessous de 1500 m. La deuxième population vit dans le parc national de la Forêt Impénétrable de Bwindi dans le sud-ouest de l'Ouganda[4].
- La sous-espèce Gorilla beringei graueri est endémique à l'est du RD Congo. Elle est présente dans le nord du parc national des Virunga. On la trouve entre 500 m et 2 800 m d'altitude. Elle vit dans la forêt tropicale humide de basse altitude[4].

## Sous-espèces
Le Gorille de l'Est comprend deux sous-espèces :
- le Gorille des plaines de l'Est, Gorilla beringei graueri ;
- le Gorille des montagnes, Gorilla beringei beringei.

## Menaces et conservation
Le gorille de l'est est de plus en plus menacé depuis les années 1990, et l'espèce a été classée en danger critique d'extinction en septembre 2016 alors que sa population continuait de diminuer. Les principales menaces qui pèsent sur le gorille de l'Est comprennent la destruction de l'habitat à des fins résidentielles, commerciales et agricoles, la fragmentation de l'habitat causée par les couloirs de transport et l'extraction des ressources, ainsi que les maladies. Entre 1996 et 2016, le gorille de l'est a perdu plus de 70 pour cent de sa population et, en 2016, la population totale était estimée à moins de 6 000 individus. Une exception à cette tendance à la baisse est le gorille de montagne. Selon les estimations les plus récentes, il y a environ 1 004 gorilles de montagne, et leur nombre continue de croître.
L'espèce a été reclassée en danger critique d'extinction par l'UICN en 2016.
La population des montagnes des Virunga de la sous-espèce G. b. beringei souffre de l'instabilité de la région, des guerres, de la chasse et de l'abattage d'arbres illégales.
La population de Bwindi de la sous-espèce G. b. beringei est menacée par l'utilisation illégale des ressources de la forêt (braconnage, abattage d'arbre pour leur bois rare...), de l'invasion de plantes exotiques et de la transmission de maladies par l'espèce humaine.
La sous-espèce G. b. graueri est menacée par la conversion de la forêt en terres agricoles, de la capture illégale de gorilles juvéniles...